# Celebration (album, Madonna)
Celebration je třetí výběrové album největších hitů od americké zpěvačky Madonny, jde o definitivní kolekci hitů z Madonniny sedmadvacetileté kariéry u Warner Bros., její nahrávací společnosti od roku 1982. Tato kolekce hitů následuje její dvě předchozí alba největších hitů (The Immaculate Collection (1990) a GHV2 (2001)). První singl se jmenuje stejně jako výběrové album, tedy „Celebration“.

## Singly
„Celebration“ byla potvrzena jako první singl z kompilace Celebration. První tóny skladby se ozvaly už na koncertech Sticky and Sweet Tour v pozadí hitu Holiday, který zařadila Madonna pro velký úspěch na letní koncerty.

## Seznam písní

### Standardní edice
| #   | Titul                                                                    | autor | Produkce | Délka |
| --- | ------------------------------------------------------------------------ | ----- | -------- | ----- |
| 1.  | „Hung Up“                                                                |       |          |       |
| 2.  | „Music“                                                                  |       |          |       |
| 3.  | „Vogue“                                                                  |       |          |       |
| 4.  | „4 Minutes (radio edit)“ (společně s Justinem Timberlakem a Timbalandem) |       |          |       |
| 5.  | „Holiday“                                                                |       |          |       |
| 6.  | „Like a Virgin“                                                          |       |          |       |
| 7.  | „Into the Groove“                                                        |       |          |       |
| 8.  | „Like a Prayer“                                                          |       |          |       |
| 9.  | „Ray of Light“                                                           |       |          |       |
| 10. | „La Isla Bonita“                                                         |       |          |       |
| 11. | „Frozen“                                                                 |       |          |       |
| 12. | „Material Girl“                                                          |       |          |       |
| 13. | „Papa Don't Preach“                                                      |       |          |       |
| 14. | „Lucky Star“                                                             |       |          |       |
| 15. | „Express Yourself“                                                       |       |          |       |
| 16. | „Open Your Heart“                                                        |       |          |       |
| 17. | „Dress You Up“                                                           |       |          |       |
| 18. | „Celebration“                                                            |       |          |       |

## Formát
- CD – 18 písniček
- Duální CD – 36 písniček
- Digitální stažení – 18 písniček
- Digitální deluxe Verze – 37 písniček, včetně bonusu remix písně Celebration
- Digitální Premium Edice – 68 písniček, včetně 38 písniček (včetně bonusovém materiálu: „It's So Cool“ a remixu již zmiňované Celebration) a také 30 videoklipů
- DVD – 47 videoklipů

## Umístění ve světě
Madonna svým výběrovým albem Celebration, které vyletělo ve Velké Británii přímo na vrchol albového žebříčku, dosáhla na dosavadní rekord Elvise Presleyho v počtu jedenácti desek na 1. příčce. Ještě více jedniček v této hitparádě měli pouze The Beatles – 15. Madonna tak drží další rekord coby nejúspěšnější ženská hudební umělkyně ve Spojeném království.

### Žebříčky
| Hitparáda (2009)                | Umístění |
| ------------------------------- | -------- |
| Australian Albums Chart         | 8        |
| Belgian Albums Chart (Flanders) | 2        |
| Belgian Albums Chart (Wallonia) | 7        |
| Dutch Albums Chart              | 2        |
| Irish Albums Chart              | 1        |
| UK Albums Chart                 | 1        |

### Prodej a ocenění
| Stát               | Ocenění | Prodejnost |
| ------------------ | ------- | ---------- |
| Finsko             | Platina | 24 000     |
| Spojené království | Zlato   | 100 000    |

## Historie vydání
| Region                         | Datum         |
| ------------------------------ | ------------- |
| Standardní Edice, Deluxe Edice |               |
| Austrálie                      | 18. září 2009 |
| Itálie                         | 18. září 2009 |
| Německo                        | 18. září 2009 |
| Mexiko                         | 18. září 2009 |
| Portugalsko                    | 21. září 2009 |
| Spojené království             | 21. září 2009 |
| Brazílie                       | 21. září 2009 |
| Finsko                         | 23. září 2009 |
| USA                            | 29. září 2009 |
| DVD                            |               |
| Brazílie                       | 21. září 2009 |
| Německo                        | 25. září 2009 |
| Austrálie                      | 28. září 2009 |
| Portugalsko                    | 28. září 2009 |
| USA                            | 29. září      |
| Turecko                        | 5. října 2009 |
| Mexiko                         | 8. října 2009 |